# Жакшылыков, Талгарбек Каримович
Талгарбек Каримович Жакшылыков (23 октября 1964 — 14 марта 2024) — советский и киргизский оперный певец (бас), солист Киргизской национальной оперы, народный артист Киргизии (2003), лауреат международной музыкальной премии имени А. Малдыбаева.

## Биография
Родился 23 октября 1964 года в селе Куйган Балхашского района Алма-Атинской области Казахской ССР в семье акына-импровизатора.
В 1982—1984 годах служил в Советской армии.
Окончил Каракольское музыкальное училище имени Туманова (1984—1986, режиссёр-балетмейстер) и Киргизский государственный институт искусств имени Б. Бейшеналиевой по специальностям «Сольное пение», «Оперный и концертный певец, педагог» (1988—1993), классы Марлена Темирбекова и Владимира Муковникова.
С 1988 года артист хора Киргизского национального академического театра оперы и балета имени А. Малдыбаева. С 1992—2019 годах ведущий солист, работал по совместительству в должности инспектора оперной труппы (2005—2007) и режиссёра театра (2008—2014). В 1998—2000 гг. на стажировке в Италии в Академии Клаудио дель Монако, класс Марио Милани.
С 2007 года старший преподаватель, доцент, заведующий (2011—2012) кафедрой сольного пения Кыргызской национальной консерватории.
Исполнил более 40 партий в операх зарубежных, российских и киргизских композиторов: Рамфис («Аида» Дж. Верди), Гремин («Евгений Онегин» П. Чайковского), Бартоло и Дон Базилио («Севильский цирюльник» Дж. Россини), Хан Кончак («Князь Игорь» А.Бородина), партии Бакая, Чынкожо и Конурбая в операх В. Власова, А. Малдыбаева и В. Фере «Айчурек» и «Манас», Теитбека из оперы «Курманбек» Н. Давлесова.
Исполнял романсы А. Даргомыжского, П. Чайковского, Н. Римского-Корсакова, песни М. Мусоргского, киргизские народные песни.
Заслуженный артист Кыргызской Республики (1995). Народный артист Кыргызской Республики (2003). В 2006 году стал лауреатом международной музыкальной премии имени А. Малдыбаева.
Скоропостижно умер в Бишкеке 14 марта 2024 года в возрасте 60 лет.